# Psalmopoeus pristirana
Espèce
Psalmopoeus pristirana est une espèce d'araignées mygalomorphes de la famille des Theraphosidae.

## Distribution
Cette espèce est endémique de la province de Cotopaxi en Équateur,. Elle se rencontre vers San Francisco de Las Pampas.

## Description
Le mâle holotype mesure 23,89 mm et la femelle paratype 30,41 mm.

## Systématique et taxinomie
Cette espèce a été décrite par Dupérré et Tapia en 2024.

## Étymologie
Son nom d'espèce lui a été donné en référence au lieu de sa découverte, la réserve naturelle de Pristirana.

## Publication originale
- Dupérré & Tapia, 2024 : « Description of a new Psalmopoeus Pocock, 1895 species (Araneae, Theraphosidae, Psalmopoeinae) from the Chocó region of Ecuador. » Zootaxa, no 5437(4), p. 495-509.